# 2019 SE5
2019 SE5  é um asteroide próximo da Terra do tipo Apolo, fez uma abordagem perto a Terra na manhã de 29 de setembro. O asteróide voou a 1,34 milhão de milhas da superfície da Terra, em seu nível mais próximo.
Este objeto tem aproximadamente 11 metros de largura e estima-se que mede até 25 metros de diâmetro e circula o sol uma vez a cada dois anos. Ele foi observado pela primeira vez no ATLAS-MLO, Mauna Loa, em 27 de setembro.